# Trả lại thoáng mây bay
Trả lại thoáng mây bay là ca khúc đầu tay của nhạc sĩ Hoàng Thanh Tâm sáng tác tại Bruxelles năm 1980, được ca sĩ Lệ Thu trình bày lần đầu tiên trong album Thu Hát Cho Người phát hành tại Hoa Kỳ năm 1983.
Nhạc phẩm "Trả Lại Thoáng Mây Bay" sau đó đã được ca sĩ Khánh Ly thu âm lại năm 1986 trong album đầu tay của Hoàng Thanh Tâm mang chủ đề: Lời Tình Buồn (tình khúc Hoàng Thanh Tâm) do trung tâm băng nhạc Giáng Ngọc của Lê Bá Chư phát hành cùng năm tại Hoa Kỳ. Sau khi album này được phát hành nhiều ca sĩ khác ở hải ngoại như: Chung Tử Lưu, Elvis Phương, Khánh Hà, Kiều Nga, Lan Thanh, Ngọc Lan, Phương Hồng Quế, Quang Tuấn, Thái Châu, Thái Thảo, Thanh Hà, Thanh Lan, Tuấn Anh, Tuấn Ngọc v.v... cũng đã thu âm bài này và trở thành một nhạc phẩm phổ biến của nhạc sĩ Hoàng Thanh Tâm.